# جامعة المستقبل (السعودية)
جامعة المستقبل، كانت تسمى كليات القصيم الأهلية للبنين والبنات وافتتحها الأمير سلطان بن عبد العزيز آل سعود عام 1424هـ وبدأت الدراسة فيها 1426هـ ويترأس الجامعة حاليا الدكتور محمد بن صالح الشتيوي
وتضم عدد من الكليات:
1. كلية الهندسة وعلوم الحاسب : قسم هندسة الحاسب، وقسم علوم الحاسب، وقسم نظم المعلومات.
2. كلية العلوم الإدارية والإنسانية.
3. كلية طب وجراحة الفم والأسنان .

وهي تقوم بمعادلة بعض الشهادات كشهادة الكلية التقنية مثلا، وفيها نظام المنح الداخلية المدعوم من وزارة التعليم العالي,
وفيها عدد ضخم من الطلاب والطالبات، يقدر عددهم بـ 20 ألف طالب، وتعتبر حاليا أفضل كلية أهلية في منطقة القصيم. قرر مجلس الوزراء السعودي في مارس 2019 تحويل كليات القصيم الأهلية إلى جامعة باسم جامعة المستقبل.

## وصلات خارجية
- الموقع الرسمي لجامعة المستقبل